# Finn-Korkki
Finn-Korkki est une entreprise familiale installée à Hämeenlinna, en Finlande. Elle fabrique notamment des capsules de bouteilles, des bouchons, des équipements de sertissage des capsules RingCrown et des couvercles en métal pour bougies d’extérieur. Finn-Korkki est le seul fabricant de capsules métalliques dans les pays nordiques.

## Histoire

### Entreprises de la famille Wicander (1868-1990)

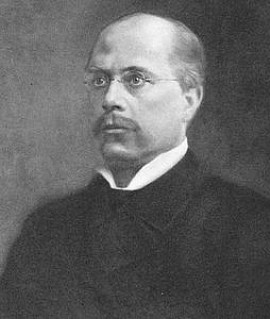
August Wicander

L'origine de Finn-Korkki remontent à 1868, lorsque l'industriel suédois August Wicander (1836-1891) fonde sa première entreprise en Suède. Wicander est arrivé dans l'industrie du bouchon par hasard, après avoir échangé sa ferme contre un local commercial situé à Stockholm. L’ancien propriétaire, M. G.A. Horner, malade, n'avait pas eu le temps de retirer du local sa tubeuse, qui servait à fabriquer les bouchons de bière et de vin. Malgré ses efforts, Wicander ne réussit à vendre les locaux commerciaux. Remarquant qu’il y a une forte demande pour les bouchons de liège, il commence à en fabriquer lui-même.
Dans les années 1890, l’entreprise possède ses propres navires pour transporter le liège dont elle a besoin, importé du Portugal. Le premier navire, A. Wicander, réalise son premier transport en 1891. À la mort d’August Wicander la même année, à l’âge de 54 ans, l’entreprise est reprise par son fils, Hjalmar Wicander (1860-1939).
Dans les années 1910, l’entreprise lance la production de la capsule Ideal, ancêtre de la capsule Alka. Elle est fabriquée dans l’usine Nya A/B Fermia à Helsingborg et Riga. L'entreprise possède plusieurs usines, bureaux et entrepôts en Europe et en Russie. Les usines russes sont perdues lors des révolutions russes  de 1917 l'année suivante, lorsque Union des républiques socialistes soviétiques a confisqué sans compensation les actifs des entreprises étrangères présentes dans le pays. À son départ à la retraite en 1918, Hjalmar Wicander est remplacé par son fils, alors âgé de 33 ans, Carl August Wicander (1885-1952), qui travaillait dans l'entreprise depuis déjà 14 ans. Le frère de Hjalmar Wicander et les cousins de Carl August Wicander travaillaien aussi dans l'entreprise familiale. La production se poursuit en Lituanie, devenue indépendante après la Première Guerre mondiale. Une entreprise de production et de vente est installée dans la Pologne nouvellement indépendante. L’entreprise doit néanmoins mettre fin à ses activités en URSS. À l’issue de la Première Guerre mondiale, Wicander ne possède plus que 1,5 million de couronnes en capitaux propres. Le nouveau PDG n’a pas la tâche facile par rapport à son prédécesseur : il doit redémarrer de zéro ou presque.
Au début des années 1920, ralentissent en raison de la déflation, mais à partir du milieu de la décennie, l’entreprise pour reprendre sa croissance, notamment grâce au linoléum. Les Soviétiques souhaitent aussi acheter du liège à l’entreprise, en passant par des intermédiaires. L'entreprise redoutant une pénurie de matières premières, lorsque la demande pour les bouchons, revêtements de sol et éléments d’isolation en liège connaît une croissance rapide en raison de l’élévation générale du niveau de vie, elle commence à s’intéresser à d’autres systèmes de fermeture de bouteilles, comme le bouchon Quillfeldt (bouchon mécanique) et les capsules Alka.
En 1933, Wicanders rachète l’entreprise Svenska Patentkorkfabriken, dont l’activité est axée sur la fabrication des capsules Alka en aluminium et la gestion de ses brevets internationaux. L’entreprise avait été fondée par Josef Jonsson, inventeur-fabricant vivant à Linköping, en Suède. Les Wicander rebaptisent l’entreprise AB ALKA Aluminiumkapslar. Le capsule déchirable conçue par M. Johnsson était découpée dans une bande d’aluminium et comportait un joint en liège naturel. La machine qui fabriquait les capsules en aluminium les posait sur les goulots de bouteille, puis les scellait automatiquement.
Après les capsules Alka, les capsules en aluminium MaxiCap à ouverture facile voient le jour dans les années 1970,. En 1979, le groupe Wicanders emploie 900 personnes en Suède et ailleurs en Europe. Outre les capsules de bouteille, les locaux de production de l’entreprise fabriquent des produits d’isolation et de décoration à partir de panneaux de liège. Wicanders possèdent un brevet mondial pour les capsules de bouteille déchirables.
En 1987, l'entreprise suédoise AB Wicanders Korkfabriker est scindée en deux: Wicanders Kapsyl AB et Wicanders AB. En 1989, Wicanders Kapsyl, opérant à l’échelon international, a été mise en liquidation et a fait faillite. La même année, le groupe portugais Corticeira Amorim (Amorim Cork International) rachète Wicanders AB, et rapatrie la production au Portugal. Aujourd’hui, Wicanders est la marque de revêtements de sol en liège de Corticeira Amorim,. En Finlande, l'histoire de Wicanders se poursuit après l'achat de l'usine Finn-Korkki par la direction de la filiale de l’entreprise à Hämeenlinna, en 1989.

#### Héritage des Wicander

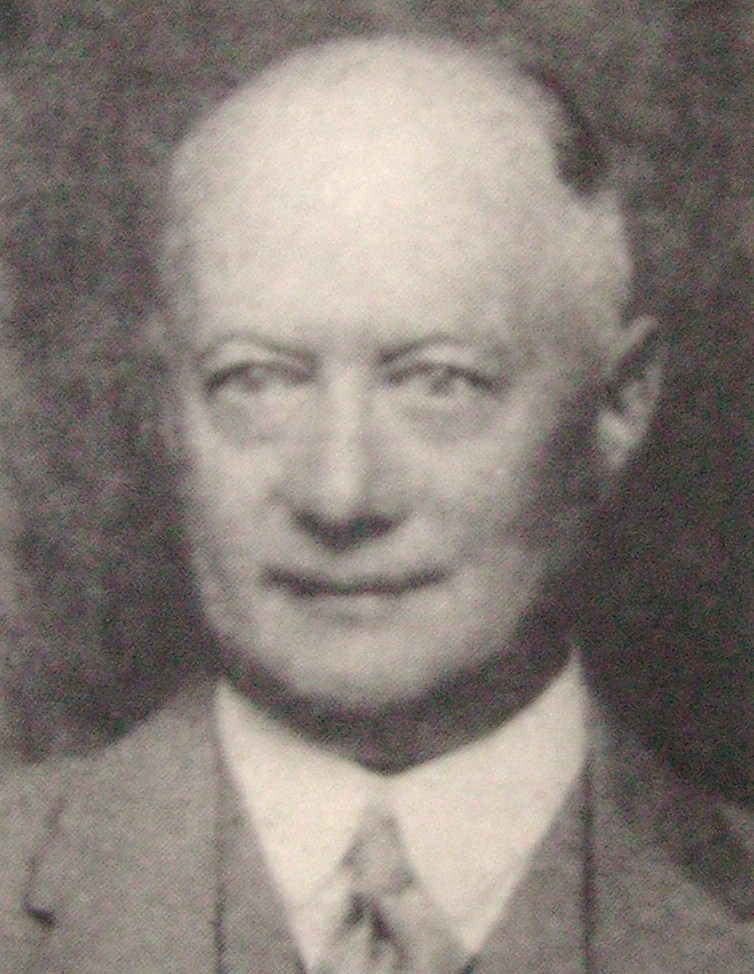
Hjalmar Wicander en 1936

Hjalmar Wicander et son fils, Carl August Wicander, qui ont dirigé l'entreprise familiale, ont consacré une partie des richesses générées par l’entreprise au financement d’œuvres de bienfaisance. Ils font don de la villa Wicander de Djurgården (aujourd'hui Villa Lusthusporte) au musée nordique et du manoir Harpsund à l'État suédois. Aujourd'hui, le manoir Harpsund est la résidence secondaire du Premier ministre de Suède.
Dans les années 1910, Hjalmar Wicander finance la production de la statue en bronze Saint-Georges et le Dragon (Sankt Göran och draken). Cette statue se trouve dans Gamla stan. C'est la copie d'une sculpture en bois des années 1480, conservée dans Storkyrkan. Il fait également don d’une importante collection de peintures miniatures au Nationalmuseum. Les œuvres sont exposées dans la salle nommée en son honneur (Wicanderska miniatyrkabinettet).

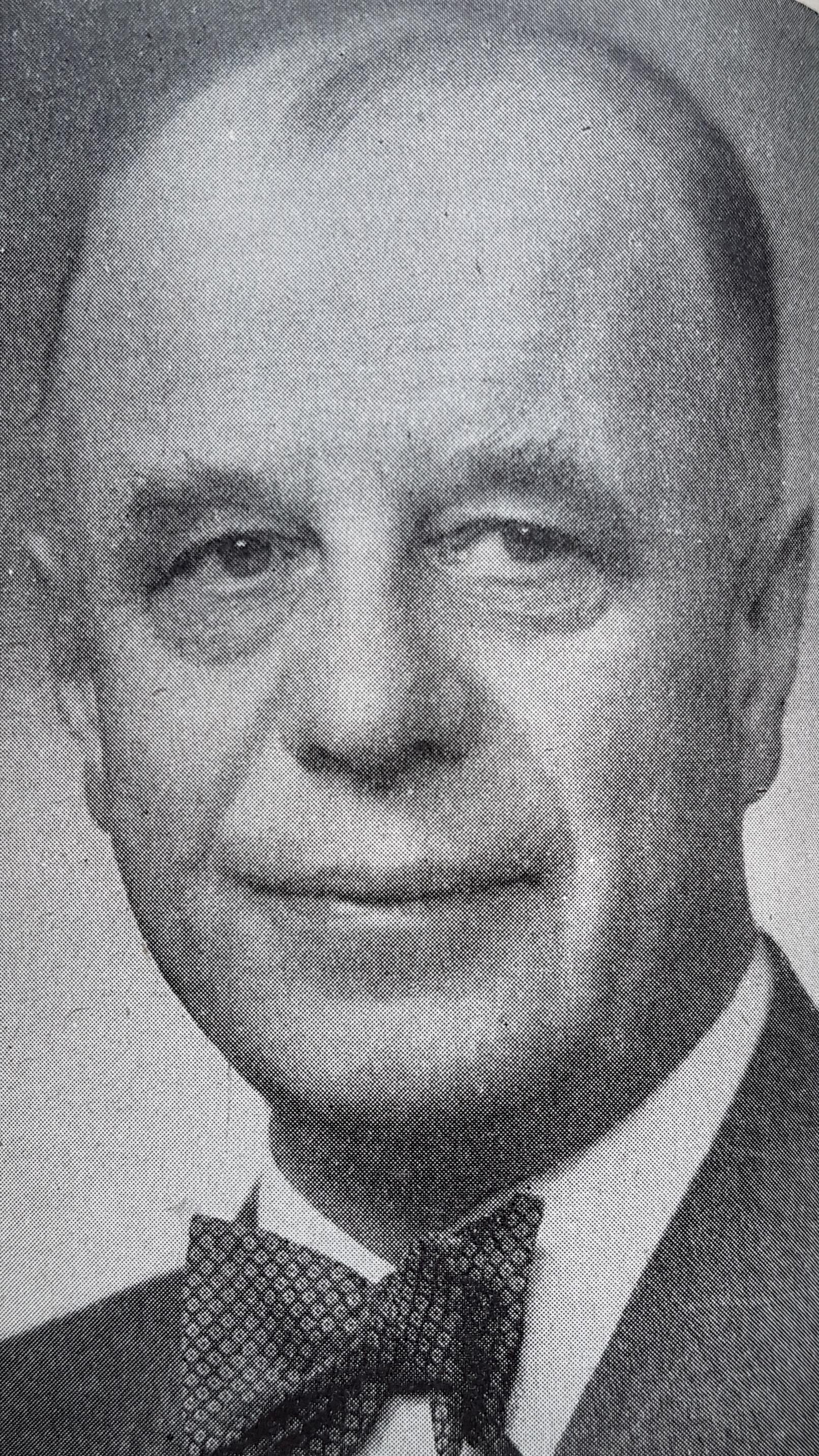
Carl August Wicander en 1940

Carl August Wicander rédige l’histoire de l’entreprise familiale en trois volumes publiés dans les années 1950.

### Entreprises Wicander en Finlande (1871-1990)
En 1871, August Wicander rencontré un propriétaire de brasserie Paul Sinebrychoff, en Finlande et, après avoir discuté avec lui, décide d’ouvrir une usine dans ce pays. Les clients finlandais du Grand-duché de Finlande l’intéressent, mais aussi le fait que les produits manufacturés en Finlande peuvent être exportés sans aucune taxe vers l'Empire russe. Après avoir obtenu le prêt, il a fondé l'usine Åbo Korkfabrik, l'usine de bouchons de Turku à l’adresse Kauppiaskatu 21. Il s’agit de la première usine de bouchons de Finlande. Les produits sont fabriqués à partir de liège naturel, issu d'écorce du chêne. Paul Sinebrychoff tient la promesse faite à August Wicander au cours de leur entretien, la brasserie Sinebrychoff devient un client fidèle.

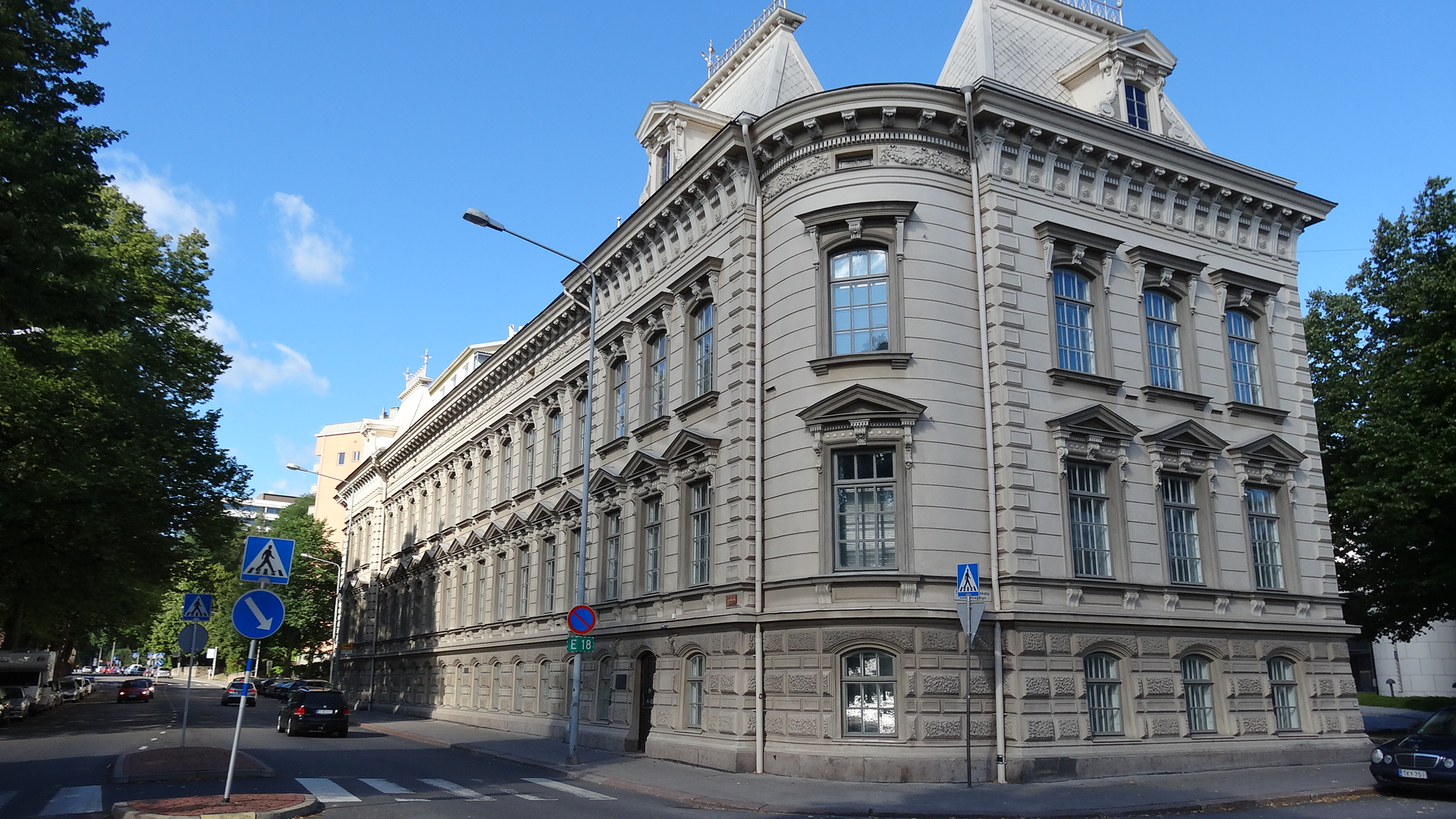
L’édifice situé sur Linnankatu, où se trouvait l'usine de bouchons entre 1893 et 1929 est désormais protégé. La photo date de 2014.

En 1893, A/B Wicander & Larson (ancienne Åbo Korkfabrik) ouvre une nouvelle usine de bouchons sur Linnankatu à Turku.
Dans les années 1950, outre ses propres produits, Korkkitehdas Oy vend en Finlande des capsules Alka aux brasseries et aux usines de boissons non alcoolisées, ainsi que des revêtements de sol et des panneaux de revêtement muraux Kork-o-Plast et Wood-o-Plast.
Au cours des années 1960 et 1970, les usines  finlandaises de l'entreprise ayant fermé, Wicander & Larson se concentre sur la vente de revêtements de sol en liège et de capsules produites par Wicanders dans d’autres pays.

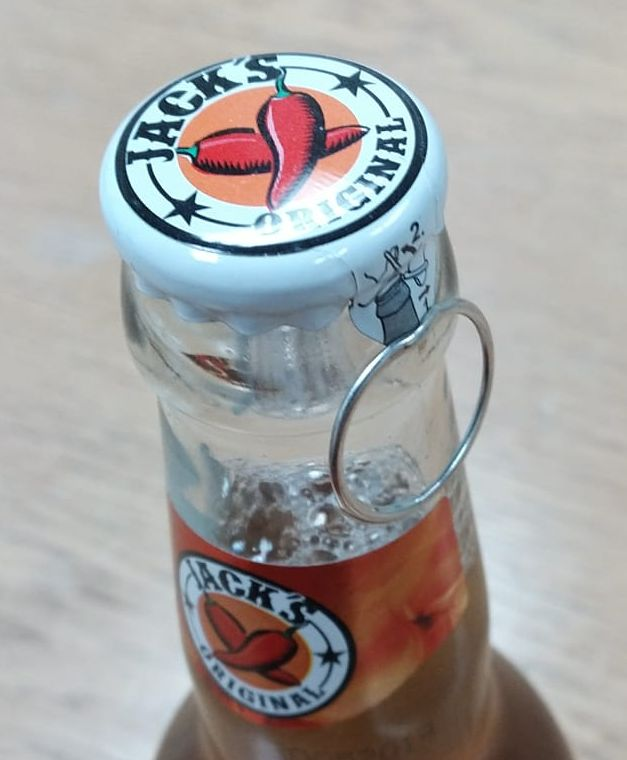
Une capsule-couronne, la capsule à anneau en deux parties fabriquées par Finn-Korkki

En 1979, Wicanders a ouvert l'usine Finn-Korkki à Hämeenlinna pour fabriquer les capsules-couronnes et les MaxiCap. La création de l’entreprise s’explique principalement par le fait que les brasseries finlandaises souhaitaient que des capsules de bouteilles soient de nouveau fabriquées à proximité, en Finlande. Les villes d’Helsinki, de Riihimäki et d’Hämeenlinna sont envisagées pour accueillir l’usine. Hämeenlinna est choisie pour des raisons logistiques, mais le fait qu’Huhtamäki ait vendu l’entreprise de conditionnement Polarpak de Hämeenlinna, spécialisée dans la fabrication de conditionnements métalliques, à l’entreprise G.W. Sohlberg joue également un rôle. G.W. Sohlberg transfère les équipements de Polarpak dans son usine du quartier Herttoniemi d’Helsinki, et proposé un emploi à plusieurs employés de Polarpak. Le personnel de Polarpak et une partie de son équipement libéré par l'acquisition pourraient être utilisés à l'usine de Finn-Korkki. Erkki Räsänen, directeur de l'usine de Polarpak, est nommé directeur de l’usine Finn-Korkki Oy. L’entreprise de marketing finlandaise Oy Wicanders Ab de Wicanders s’installe aussi dans l’usine d’Hämeenlinna,.
Au début des années 1980, Finn-Korkki Wicanders conçoit la capsule à anneau MaxiCrown. Une nouvelle capsule à anneau est lancée en 1984. Cette capsule comporte deux parties: une enveloppe séparée et un anneau. Les brasseries finlandaises utilisent des capsules à anneau pour fermer leurs bouteilles de limonades dans les années 1980. Toutefois, lors de la décennie suivante, les brasseries optent pour la capsule-couronne, moins onéreuse,. Finn-Korkki commence à exporter sa production en Suède en 1988.
En 1989, l’entreprise portugaise Corticeira Amorim achète toutes les actions du capital d’Oy Wicanders Ab. Le stock et l’actif immobilisé de l’entreprise sont rachetés par Partek Oy Ab, qui poursuit la vente des produits. Wicanders met fin à ses activités en Finlande en 1990.

### Finn-Korkki

#### 1989-1999

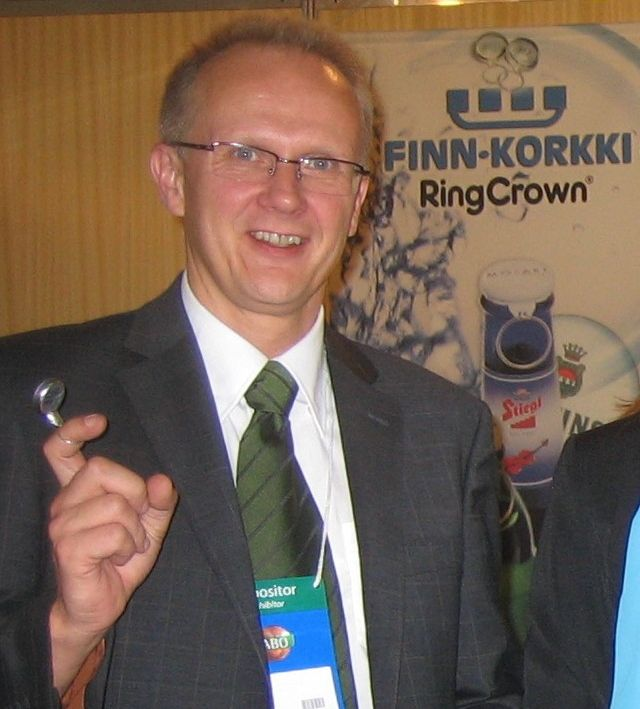
Rolf Nygard en 2006

Lors de la liquidation de la société mère Wicanders en 1989, il est proposé à Rolf Nygård de reprendre Finn-Korkki, qui employait 15 personnes. Ce dernier avait commencé à travailler au sein de Finn-Korkki en 1981 en tant que responsable du contrôle qualité, puis comme responsable de production et directeur général. En raison de son jeune âge, il hésite toutefois à se lancer. Après trois jours de réflexion il demande au directeur financier de l'entreprise de devenir son partenaire. Outre les capsules, l’usine commence à produire des contenants en aluminium pour bougies chauffe-plats destinés. Des couvercles en métal pour bougies d’extérieur viennent compléter la production en 1992.
Finn-Korkki commencé à exporter sa production vers les anciennes républiques soviétiques dans les années 1990, en Ukraine en 1994 par exemple. En 1998, elle achète l’entreprise Grafipalvelu Oy à Hämeenlinna. Finn-Korkki compte 30 employés pour un chiffre d’affaires d’environ 30 millions de marks finlandais.

#### Depuis 2000
En 2000, Finn-Korkki conçoit un bouchon de bouteille pour la marque suédoise Absolut Vodka. L'année suivante, le nom du produit MaxiCrown a été changé pour RingCrown. Ce nom est une marque déposée de Finn-Korkki.
En 2002, Finn-Korkki a exporté ses produits dans 22 pays, essentiellement l'Allemagne, la Pologne, la Suède, l'Estonie, la Russie, l'Autriche, la Bulgarie, la Lettonie et Oman. L'entreprise employait 39 employés.
En 2004, une nouvelle ligne de production de capsules RingCrown est installée. Nygård rachète pour sa propre famille la part de son partenaire.
En 2007, l'entreprise achète à un concurrent australien vingt conteneurs de machines, notamment ses machines de ligne de production. Les machines qui produisaient une grosse capsule déchirable (RipCap) sont installées dans une partie de l’ancien entrepôt de Finn-Korkki. L'ancien propriétaire australien est venu donner des instructions sur la façon de les utiliser.
En 2012, la superficie des locaux de l’entreprise est multipliée par plus de deux, grâce à l’ajout d’une extension de 2 000 mètres carrés à l’ancien atelier de production de 1 800 mètres carrés.
L’année suivante, le chiffre d’affaires s’élève à 9,1 millions d’euros et l’entreprise vend ses produits dans 40 pays.
En 2014, une nouvelle ligne d'impression est introduite. Les machines nécessaires à la ligne ont été achetées en Sicile. L’expansion de l’usine et la ligne d’impression ont coûté au total cinq millions d'euros. À l’automne, l’entreprise subit une lourde perte après avoir accepté une commande de près de 8 millions de capsules en Oblast de Donetsk dans l’est de l’Ukraine. L'acheteur se trouvant du mauvais côté de la frontière et les capsules de bouteille ne peuvent être livrées. Toute la commande doit être recyclée. Ce client représentait une partie importante du chiffre d’affaires de l’entreprise. En 2017, le chiffre d'affaires de l'entreprise s’élève à 7,5 millions d'euros. L'entreprise avait commencé à exporter vers l'Irak, mais les incursions territoriales des terroristes en Irak ont empêché une solution de transport adéquate et l'activité du client a pris fin.
En 2020, le pandémie de Covid-19 entraîne une baisse de chiffre d’affaires de l’ordre d’un cinquième, notamment en raison de la fermeture des restaurants, de l’absence de touristes dans les boutiques hors taxes, et de l’annulation des rassemblements festifs. L'année suivante, plus de 90 pour cent du chiffre d'affaires de l'entreprise provient des exportations, et il est revenu au même niveau qu'avant la pandémie, 7,5 millions d'euros.

## Organisation

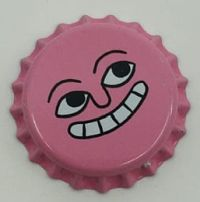
Capsule-couronne fabriqué par Finn-Korkki

La production est généralement limitée aux jours ouvrables, les équipes se relayant toutes les huit heures.

## Produits et marchés
Finn-Korkki est la seule entreprise des pays nordiques à fabriquer des capsules de bouteilles métalliques. Environ 90 pour cent du chiffre d'affaires de l'entreprise provient de l'exportations. Les clients de Finn-Korkki sont répartis dans plus de 50 pays. La Suède, la Pologne, l’Allemagne et la Hongrie constituent ses plus gros marchés.
En 2024, l’entreprise produisait six modèles de capsules de bouteille.

### Capsules à anneau
Les capsules à anneau représentent environ 40 per cent du chiffre d’affaires de l’entreprise. Il s’agit de capsules que l’on ouvre en tirant sur un anneau,. Ce genre de capsule est, par exemple, utilisé en Europe centrale, pour les bières et boissons spéciales, notamment en Pologne et en Allemagne. Ce genre de capsule s’ouvre sans ustensile et ne peut pas être refermée. Le consommateur peut donc être certain de l’intégrité de sa boisson en bouteille. Il existe trois principaux types de capsules à anneau: les capsules en une ou deux parties, et les capsules à anneau pour goulot large (RipCap 42),. Les capsules RipCap sont utilisées, par exemple, pour les shots, le vin et les boissons énergisantes.

### Capsules-couronnes
L’entreprise produit des capsules-couronnes. Cette production représente environ un quart de son chiffre d’affaires. En Finlande, les capsules-couronnes sont notamment vendues à Olvi et à de petites brasseries.

### Fermetures spéciales, comme les bouchons à vis en aluminium
Les bouchons à vis en aluminium lisse sont utilisés, par exemple, sur les bouteilles d’eau en verre de qualité supérieure, vendues par exemple dans les restaurants du Chili, de l'Italie et de la Suisse. Finn-Korkki produit des bouchons pour bouteilles spéciales, notamment pour Absolut Vodka, Danzka Vodka et Veen Waters.

### Équipements et machines

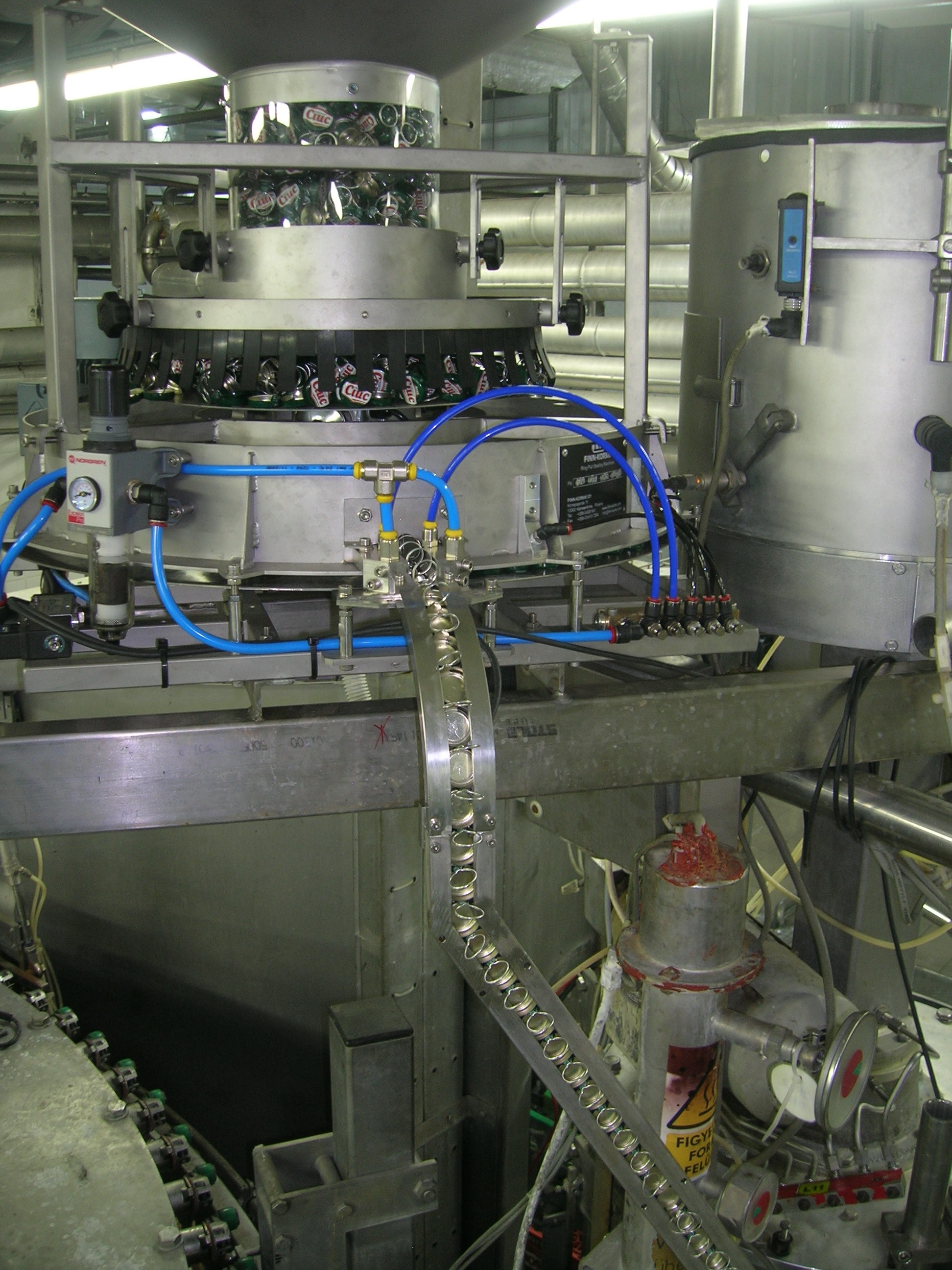
Ligne d'alimentation RingCrown Hopper

L’entreprise conçoit et fabrique les équipements qui permettent aux lignes d’embouteillage. L’Australie, la Tunisie et la Chine comptent parmi les pays qui achètent des équipements pour capsules à anneau,.

### Autres produits
L'entreprise fabrique des couvercles métalliques pour les bougies d’extérieur. Une part importante du chiffre d'affaires finlandais provient de la vente de déchets métalliques, issus de la production de capsules en aluminium et en acier, pour le recyclage.

## Responsabilité sociale
L'entreprise traite ses émissions de composés organiques volatils (COV) en les brûlant dans une chambre de combustion en céramique installée dans l’imprimerie, ce qui les rend inoffensives pour l’environnement. L’entreprise a réduit le gaspillage énergétique. Les matières premières restantes sont recyclées.

## Distinctions
- En 1997, Finn-Korkki a reçu le prix d'entrepreneur de l'année de Hämeenlinna[34].
- Finn-Korkki a reçu le prix d'exportation des entrepreneurs Häme en 2002[35].
- À l’automne 2007, la bouteille d'eau de source de luxe de Veen Water, dotée d’une fermeture de Finn-Korkki, a remporté la compétition internationale désignant la meilleure bouteille en verre[11].
- En 2013, Nygård a été choisi comme entrepreneur de l'année dans la province[13].